# 레일플러스

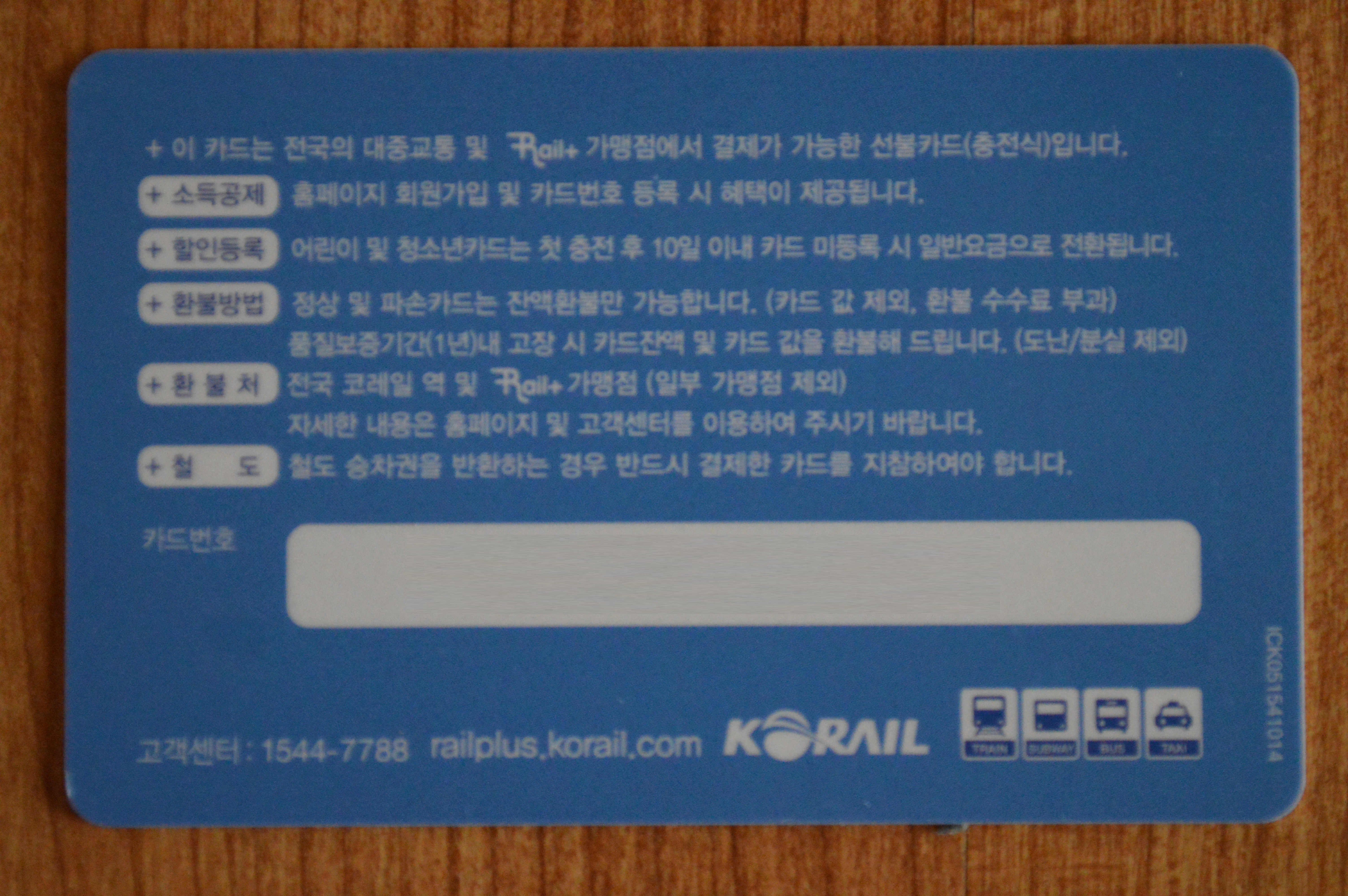
레일플러스 카드 일반용 후면

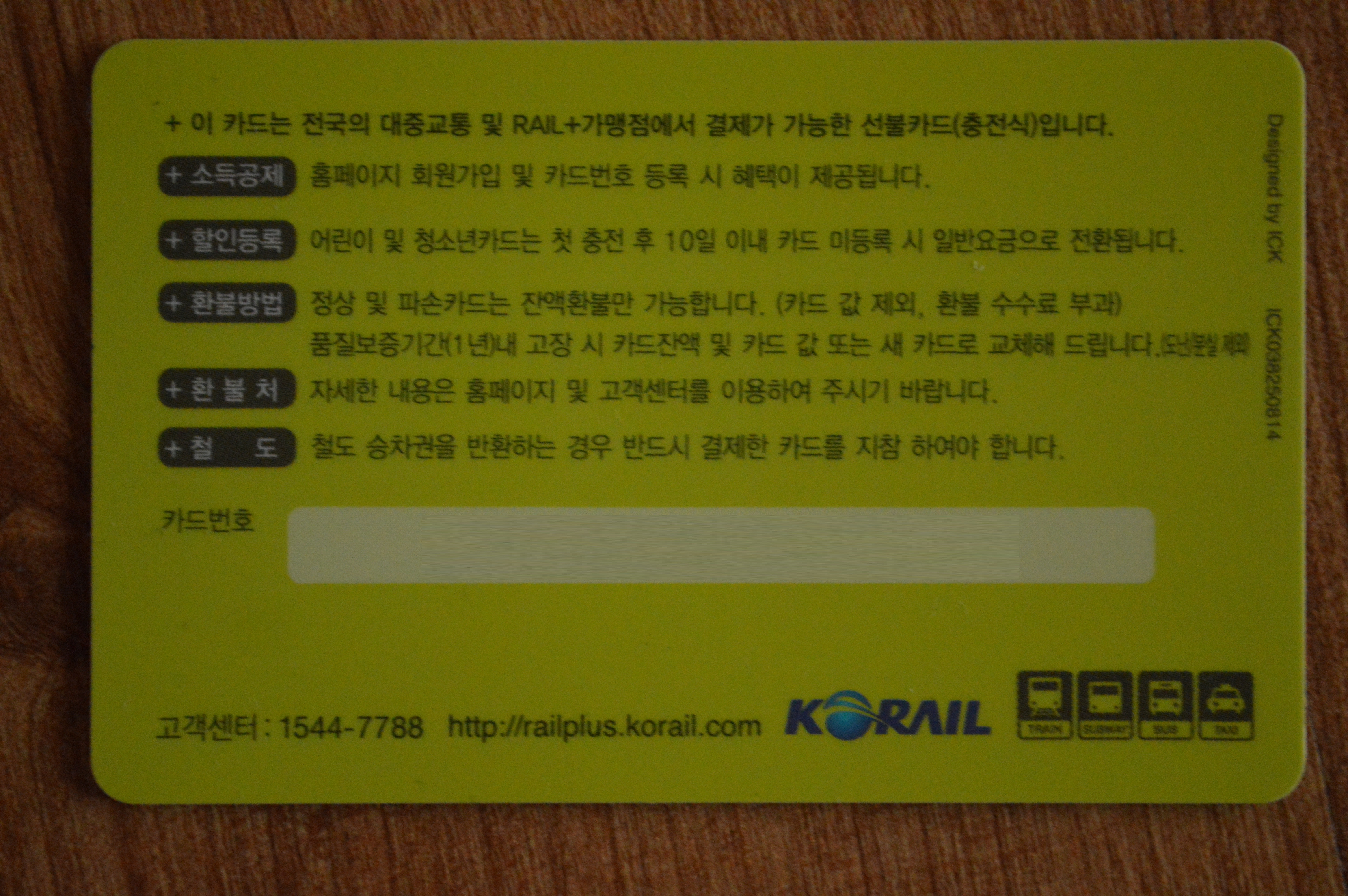
수도권 전철 개통 40주년 기념 한정판 교통카드 후면

레일플러스는 한국철도공사 계열의 코레일네트웍스에서 발매하고 있는 대한민국의 선불 교통카드로, 국토교통부의 "One card, All pass" 규격을 따른 교통카드이다. 2014년 10월 25일에  출시했다. 또한 2017년 8월 8일부터 모바일 R+ 서비스가 시작된다. HCE 방식이여서 화면을 반드시 켠 상태로 사용해야 하며, 국내 출시된 일부 외산폰과 일부 해외 단말기도 사용이 가능하다.

## 발급 종류
- 기본 카드 : 2014년 10월 25일 레일플러스의 런칭과 동시에 발행하는 카드로, 통합권종이 아닌 일반용 카드 / 청소년용 할인 카드 / 어린이용 할인 카드로 나누어 발행하고 있다. 한국철도공사의 철도역, 스토리웨이 편의점, 이마트24 편의점에서 구입할 수 있다. 2021년 6월부터는 CU 편의점에서도 구입이 가능하며, 이와 동시에 기본형 카드에도 통합권종형이 추가됐다.
- 한정판 카드 : 공식 시판을 앞두고 2014년 8월 15일 수도권 전철 개통 40주년을 기념하여, 2014년 12월 27일 수도권 전철 경의·중앙선 직결 운행 개통을 기념하여, 2015년 2월 28일 경춘선 ITX-청춘 운행 3주년을 기념하여, 2015년 10월 31일 수도권 전철 경의·중앙선 야당역 개통을 기념하여 각각 기념 교통카드를 발행하였다. 일부 철도역사 여행센터에서만 구입할 수 있었으며 현재는 전량 판매되고 단종되었다. 일반용 카드로만 발행하였다. 또한 철도박물관 시리즈 카드를 철도박물관에서 한정 발급하기도 했고[1] 2015년 12월 23일부터 KBS 2TV의 인기 애니메이션 "터닝메카드" 캐릭터로 디자인 된 5종을 발행하여 스토리웨이 편의점에서 구입할 수 있고 어린이용 카드로만 발행한다. 그 외에도 각종 개통 기념 카드가 나오고 있다.
- 나드리 패스 바우처 결합 카드 : 한국철도공사의 관광열차인 남도해양열차, 백두대간협곡열차, 서해금빛열차, 정선아리랑열차, 중부내륙순환열차, 평화열차 등을 자유롭게 이용할 수 있는 나드리 패스로 교환할 수 있는 바우처를 결합하여 판매한다. 일반용과 어린이용으로 구분하고 있고 2일권과 3일권, 자유입석권과 좌석지정권[2]으로 나눠 판매하고 있으며 전국 철도역사 여행센터를 통하여 구입할 수 있다.[3] 바우처 구입 후 1년 이내에 나드리 패스로 교환하여야 하며[4] 구입증 발급 과정에서 바우처 번호가 필요하기 때문에 직원이 직접 스크래치 부분을 긁어 바우처 번호 확인 후 구입증과 함께 발행한다.
- 신용카드 겸용 카드 : 2016년 이후 롯데카드와 우리카드에서 본 기능을 내장하여 신용카드를 발급하고 있다. 롯데카드의 경우 전화를 통해 본 기능을 내장한 국내전용으로 신청해야 하나 우리카드의 경우 인터넷을 통해 우리v철도마일리지카드-레일플러스라는 이름으로 신청할 수 있다.[5] 그외 토스플레이트 신청시 마스터카드를 선택하면 사용할 수 있다.
- 모바일 레일플러스: 2017년 8월 8일부터 서비스되는 모바일 교통카드이다 8월 8일부터 구글플레이에서 '모바일 레일플러스' 검색후 다운받으면 된다. 2번째는 코레일톡에서 발급이된다.
- 대중교통안심카드 : 2018년 4월 17일 출시. 통합권종형이며, 한국철도공사 관할 수도권 전철역 내 무인 발매기에서 구입이 가능하다. 버스, 지하철 등 대중교통에서만 사용 가능하며 편의점이나 코레일 역사 내 자판기 등 유통 가맹점에서는 사용할 수 없다.
- 하이패스 겸용 카드 : 2019년 1월 출시. 전국 대형 철도역 내 여행정보센터에서 구입이 가능하며, 가격은 5,000원이다. 캐시비 및 한페이 하이패스 카드와 더불어 레일플러스의 잔액을 공용하는 형태이기 때문에, 하이패스 모드로 충전하면 안 된다.

## 사용 가능 지역

### 교통
| 권역        | 사용 지역 (농촌,제주지역은 농협및 CU지점에서만 충전,사용 가능)                                                                                        |
| ----------- | --- |
| 중부권      | 서울특별시, 인천광역시, 경기도, 강원특별자치도, 대전광역시, 세종특별자치시, 충청남도, 충청북도                                                        |
| 호남권      | 광주광역시, 전라남도 (진도,완도,강진,함평,해남,화순 제외), 전북특별자치도                                                                             |
| 영남-제주권 | 부산광역시, 울산광역시, 경상남도(밀양시, 사천시, 양산시, 진주시, 창원시, 의령군, 함안군) 대구광역시, 경상북도 (영양,청송,영덕군 제외), 제주특별자치도 |

- 한국철도공사 관할 철도역 창구에서 승차권 구입 가능. 단, 명절 대수송기간 승차권 예매 및 승차권 자동발매기, 열차승차권 발권 대리점에서는 사용할 수 없으며, 타 선불교통카드에도 동일한 규정이 적용된다.
- 고속도로 : 일부 민자구간을 제외한 요금소에서 운전자가 직접 비접촉식 단말기에  터치하여 요금을 지불할 수 있다. 일반 카드는 하이패스 단말기(OBU)에 삽입하여 사용하거나 요금소에서 통행권과 함께 제시하여 지불할 수 없으며, 하이패스 겸용 카드가 별도로 존재한다.
- 유료도로 : 거가대교, 마창대교, 부산항대교, 미시령터널에서 통행 요금을 지불할 수 있다.
- 주차장 : 광명역, 동대구역, 대전역, 마산역, 부산역, 서울역, 경주역, 울산역, 창원역에서 주차요금을 지불할 수 있다.
- 택시 : 서울시전용 택시와 울산시전용[6] 택시만 가능

### 유통
- 전국 스토리웨이, 이마트24, CU 등에서 사용 가능

## 충전
- 한국철도공사 철도역사 매표창구 및 여행센터
- 스토리웨이, 이마트24, CU 편의점 : 1,000원부터 1,000원 단위로 충전이 가능하다.
- 수도권 전철[7], 동해선 광역전철 교통카드 충전기
- 우리은행 ATM[8] (환불은 우리은행만 가능하다.)
- NH농협은행 ATM[8][9]
- 안드로이드앱에서 신한카드 충전시 무료이며 계좌 이체및 기타 카드 결제는 수수료가 붙는다.

## 특징
한정판을 꽤 많이 출시하는 편이나, 판매처가 주로 수도권의 대형 철도역 위주라 지방에서는 구하기가 굉장히 어렵다. 출시를 앞두고 수도권 전철 개통 40주년을 기념하는 교통카드를 2014년 8월 1200매 한정으로 발행하였으며 2014년 12월 27일 수도권 전철 경의·중앙선 직결 운행 개통에 맞춰, 2015년 2월 28일 경춘선 ITX-청춘 운행 3주년에 맞춰, 2015년 10월 31일 수도권 전철 경의·중앙선 야당역 개통에 맞춰 각각 기념 교통카드를 내놓기도 하였다. 지방에서 판매했던 한정판 레일플러스는 전국구로 판매했던 터닝메카드 한정판과 동해선 연장 개통 기념 카드 정도뿐이다.
현재 시판 중인 카드는 일반용 카드와 청소년 할인카드, 어린이 할인카드를 별도로 발행하며 나드리 패스 바우처를 결합하여 발행하기도 한다.
레일플러스의 단일권종 카드는 한국철도공사 관할의 수도권 전철역 내 1회용 교통카드 자동발매기에서 판매하는 대중교통안심카드와 CU와 제휴하여 옛 철도청 시절의 철도 승차권 도안으로 출시한 CU 레일플러스 2가지뿐이다. 레일플러스 대중교통안심카드는 타사의 선불 대중교통안심카드처럼 미리 환불 정보를 등록해야 하며, 시내버스와 도시철도만 이용할 수 있다.